# 沙魯索
沙魯索（布農語：Saluso、Salusso、Sarusoo、Satoso或Siyazoso），是台灣布農族傳說中的矮人族，因為跟布農族與其他種族交惡、戰爭而戰敗消失。

## 外觀
沙魯索的個子很小，只有大約兩到三尺（約60到90公分），可以躲在矮小的草叢中不被人發現。他們居住於西卡達尼（Sikatani）與達給伊瑪（Taki-ima/Takilitu/Takelitto）一帶:86-88，主要吃蛙類，能像猴子一樣在樹頭間穿梭，善用弓箭。

## 傳說
沙魯索曾經跟布農族與另一個傳說中的族群卡比丹族（Qabidan/Qabman）結仇而發生衝突，
沙魯索請卡比丹族的人來家裡喝酒，但在他們在酒甕中卻裝了滿滿的黃蜂，等卡比丹族進屋後，就打開酒甕並跑出去、關上家門，在場的卡比丹族頓時全被螫死，只剩一人倖存。卡比丹族為了報復，假裝要請沙魯索人吃飯，並趁他們在經過橋時讓埋伏在前後兩端的人把橋切斷，沙魯索人就掉了下去，但沒有死，而是順著河水漂流，遷移到其他地方住了，這則傳說也有其對象就是布農族、而沙魯索全部落水而死的說法。
布農族
沙魯索和布農族交惡許久，經常會躲在山林裡偷偷攻擊族人，布農族人相當怨恨他們。有一次，有群沙魯索經過布農族巒社人的田，布農族趁機殺死許多沙魯索，並引發雙方的戰爭，起初因為沙魯索擅長躲藏導致布農族人不敵而撤軍，並轉而將他們可以躲藏的樹叢全部砍除後再度進攻，成功擊退沙魯索，戰敗的他們最後渡海逃亡。另一說逃亡海外的並非是沙魯索，而是另一個叫做塔克利利（Takelili）的矮人族群:89。

## 其他傳說
除了戰爭之外，另有一些零碎的矮人傳說流傳在部分布農族部落裡，這些傳說跟普遍的沙魯索傳說不同，其中的矮人也不一定被叫做「沙魯索」：
比力氣
沙魯索的力氣很大，可以扛著獵到的山羌走，據說有布農族人因為瞧不起他身材矮小而要跟沙魯索搶山羌，結果沙魯索在沒有放下山羌的情況下將他扔了出去；還有一次布農族人在慶典的時候邀請沙魯索來角力，但全部的族人都被他們打敗。此傳說跟排灣族傳說中的矮人涅德勒很類似。
議和
位於花蓮縣卓溪鄉的清水部落，據說在建村之初曾經跟附近的矮人部落長年戰爭，雙方都有損傷，後來有一個矮人孕婦躲進草叢中待產時，不幸被布農族人踩死、矮人決定停止對抗主動跟布農族議和，並且教導布農族人打獵和種植小米、地瓜和樹豆等農作物，讓該部落的人確立新石器時代的生活，據說部落中的兩個氏族（Ihunan、istasipal）還有矮人的血統，但後來日本統治台灣後，矮人知道無法對抗而打壞所有石杵和陶壺，舉村遷移、不知所終。
在該地區附近還有發現疑似矮人的居地。
蛇
沙魯索的婦女抓到一條蛇，想要用蛇身上的花紋做為織布的參考，但其他蛇以為她在傷害同伴，因此找來許多大蛇，把沙魯索全部吞食，只有一對夫妻躲在芭蕉樹的陰影中沒被發現，後來他們的後代繁衍出更多的沙魯索。
巨人
在遠古時期，叫做沙諸穌（Sazusu）的矮人跟巨人族發生戰爭，巨人因為其善於躲藏而打了敗仗，所以轉而在鍋裡煮辣椒並灑到草叢中，嗆得他們咳嗽或逃出來並且被殺光。在這則傳說中，巨人和矮人都被稱為「前代人」，在他們消失後，當地便改由人類統治。